# 聊城站
聊城站位于中华人民共和国山东省聊城市东昌府区，是京九铁路的一座火车站，等级为一等站，由济南局集团聊城车务段管辖，距北京西站426公里，距常平站1,889公里，本站及相邻上下行区间均为电气化区段。

## 历史
该站建于1996年，办理客货运业务，当时站房总面积3591平方米，候车室面积1,163平方米，能容纳500人。因应京九铁路电气化改造工程即将开通，聊城站改造工程于2009年12月19日开工，过渡站房于2010年5月5日启用，老站房其后被拆除。2012年1月9日启用新站房。截至2016年，聊城站日均发送量达8,000人次。

## 车站结构

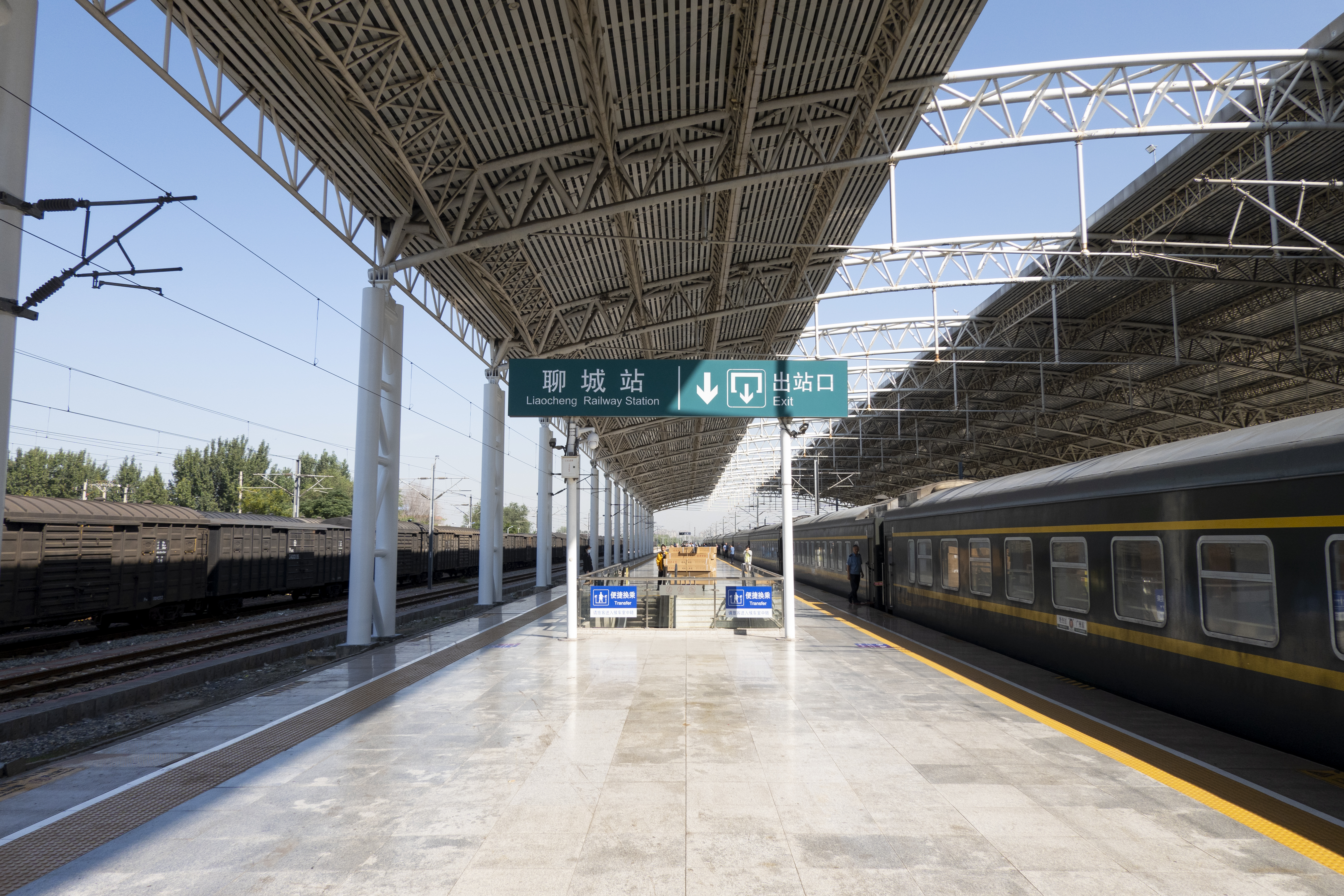
聊城站站台

聊城站新站房于2012年1月9日启用，该站房面积14,950平方米，建筑造型取材于光岳楼。
车站站场设有2条正线、5条旅客列车到发线和4条货车到发线。旅客站场设有1座基本站台和2座中间站台，由一座无站台柱雨棚覆盖，和站房通过一座天桥和两条地道连接。

## 旅客列车目的地
截至2017年7月，每天有106班旅客列车在聊城站停靠。
| 列车所属路局   | 终点站（粗体表示有聊城站始发到该站的列车，非粗体表示只有经停列车）                                   |
| -------------- | --- |
| 北京局集团     | 北京豐臺、北京西、杭州、洛阳、青岛北、龍岩、深圳东、石家莊、天津                                     |
| 广州局集团     | 北京豐臺、深圳                                                                                       |
| 哈尔滨局集团   | 北京、菏澤、重庆、东莞东、哈尔滨、哈尔滨西、海口、牡丹江、汉口、廣州東、齐齐哈尔、襄阳、海拉爾、郑州 |
| 呼和浩特局集团 | 包头、青岛北、深圳东                                                                                 |
| 济南局集团     | 北京、菏泽、济南、青岛、日照、深圳东、烟台、金华                                                     |
| 南昌局集团     | 北京豐臺、赣州、井冈山、厦门北                                                                       |
| 上海局集团     | 宿松、北京、北京豐臺、阜阳、黄山、连云港东、太原（金温公司担当）、温州（金温公司担当）               |
| 沈阳局集团     | 长春、南宁、海口、深圳東、沈阳北、西安                                                               |
| 太原局集团     | 大同、广州白云、杭州、海門、太原、烟台                                                               |
| 郑州局集团     | 北京豐臺、郑州                                                                                       |